# اچ‌ام‌اس ئی۸
اچ‌ام‌اس ئی۸ (به انگلیسی: HMS E8) یک زیردریایی بود که طول آن ۱۷۸ فوت (۵۴ متر) بود. این زیردریایی در سال ۱۹۱۳ ساخته شد.